# Teridio e Remedio
Teridio e Remedio (... – Gap, ...; fl. V secolo) sono stati vescovi di Gap attribuiti al IV, V o VI secolo, venerati come santi dalla Chiesa cattolica.
Teridio e Remedio sono menzionati nel Martirologio geronimiano alla data del 3 febbraio con queste parole: Vapingo depositio episcoporum Teridi et Remedi - «A Gap deposizione dei vescovi Teridio e Remedio». La stessa indicazione è riportata dal martirologio di Usuardo (IX secolo), e poi dal martirologio romano del Baronio: In oppido Vapingo sanctorum Tigidis et Remedii episcoporum.
Le molte varianti presenti nei manoscritti relative ai nomi di questi due vescovi, ha portato spesso a duplicare le figure di questi santi. Un antico breviario di Gap, databile alla fine del XIV secolo, faceva memoria liturgica di quattro vescovi, Tigride, Remedio, Eredio e Territe, tutti riconducibili ai nostri due santi. Fu il vescovo Pierre-Annet de Pérouse (1755-1763) a riportare a due la memoria dei vescovi di Gap. Altre fonti liturgiche tardive, come per esempio il Martirologio gallicano di André du Saussay († 1675), riconoscevano a Teridio e Remedio la palma del martirio, cosa che tuttavia il martirologio geronimiano e i successivi martirologi sembrano escludere.
Incerta è l'epoca in cui sarebbero vissuti Teridio e Remedio. L'antichità del Martirologio geronimiano (V secolo) potrebbe indurre a pensare che siano vissuti prima di Costanzo, ossia del primo vescovo di Gap storicamente documentato (tra il 517 e il 529); di questo parere Duchesne e Albanès. Gallia christiana invece, nella sua cronotassi, li pone tra Costanzo e Vallesio, documentato tra il 541 e il 554. Altri ancora non escludono che possano essere stati vescovi di Gap tra Vallesio e Sagittario, attestato nel 570 e deposto nel 579.
Della loro vita non si conosce nulla. Alcuni autori hanno voluto identificare il Remedius del Martirologio geronimiano con il vescovo Remigius documentato nei concili di Nîmes del 394 e di Torino del 401 circa, e che fu destinatario di una lettera di papa Zosimo nel 417 e di papa Bonifacio I nel 419. In tutte queste occasioni, il nome del vescovo non è mai accompagnato dalla sede vescovile di appartenenza, benché sembri trattarsi di un vescovo della Gallia Narbonense II, la medesima di cui faceva parte la diocesi di Gap.
Nel nuovo Martirologio Romano, riformato a norma dei decreti del Concilio Vaticano II, i santi Teridio e Remedio sono ricordati il 3 febbraio con queste parole:
(Martirologio Romano. Riformato a norma dei decreti del Concilio ecumenico Vaticano II e promulgato da papa Giovanni Paolo II, Città del Vaticano, Libreria editrice vaticana, 2004, p. 178)